# Tina (género)
Tina es un género de árboles tropicales de la familia  Sapindaceae, nativo de África y Madagascar.

## Especies seleccionadas
| - Tina alata - Tina anomala - Tina apiculata - Tina bongolavensis - Tina chapelieriana - Tina conjugata - Tina cupanioides - Tina dasycarpa - Tina erecta - Tina fugax - Tina fulvinervis - Tina gelonium - Tina glabra | - Tina gypsophiloides - Tina isaloensis - Tina isoneura - Tina lancifolia - Tina leiocalyx - Tina leptophylla - Tina longipedunculata - Tina macrophylla - Tina madagascariensis - Tina multifoveolata - Tina parviflora - Tina polyphylla | - Tina pringlei - Tina recta - Tina sprucei - Tina standleyi - Tina striata - Tina thouarsiana - Tina trijuga - Tina tsaratanensis - Tina umbellata - Tina unifoveolata - Tina velutina - Tina violacea |

- Datos: Q3369339
- Especies: Tina (Sapindaceae)